# Sant'Onofrio, Vibo Valentina
Sant'Onofrio là một đô thị ở tỉnh Vibo Valentia trong vùng Calabria, có cự ly khoảng 45 km về phía tây namcủa Catanzaro và khoảng 4 km về phía đông bắc của Vibo Valentia. Tại thời điểm ngày 31 tháng 12 năm 2004, đô thị này có dân số 3.202 người và diện tích là 18,4 km². Đô thị này được đặt tên theo Thánh Onuphrius.
Sant'Onofrio giáp các đô thị: Filogaso, Maierato, Pizzo, Stefanaconi, Vazzano, Vibo Valentia.